# Ricky Rubio
Ricard „Ricky“ Rubio i Vives (* 21. Oktober 1990 in El Masnou, Katalonien) ist ein spanischer Basketballspieler. Er spielte auf der Position des Point Guards. Rubio galt als eines der größten europäischen Basketballtalente seiner Generation.

## Laufbahn

### Spanien
Rubio begann seine Karriere bei Joventut de Badalona, gab am 15. Oktober 2005 sein Debüt in der spanischen Liga ACB und war mit 14 Jahren, 11 Monaten und 24 Tagen der jüngste Spieler, dem dies gelang. In dieser Saison gewann er mit seinem Klub durch einen 88:63-Endspielsieg gegen BK Chimki den FIBA EuroCup. Knapp ein Jahr später, am 24. Oktober 2006, spielte er zum ersten Mal in der EuroLeague. Schon in diesem jugendlichen Alter wurde er ein Leistungsträger für Joventut und zählte zu den besten Verteidigern der Liga. In der Saison 2007/08 gelang Juventut unter seiner Führung als Spielmacher der Titelgewinn im spanischen Pokal sowie im ULEB Cup, wo man Akasvayu Girona mit 79:54 schlug. Im Februar 2008 wurde er zum U22-Spieler Europas des Jahres 2007 gewählt – eine Ehrung, die ihm auch 2008 und 2009 zuteilwurde.

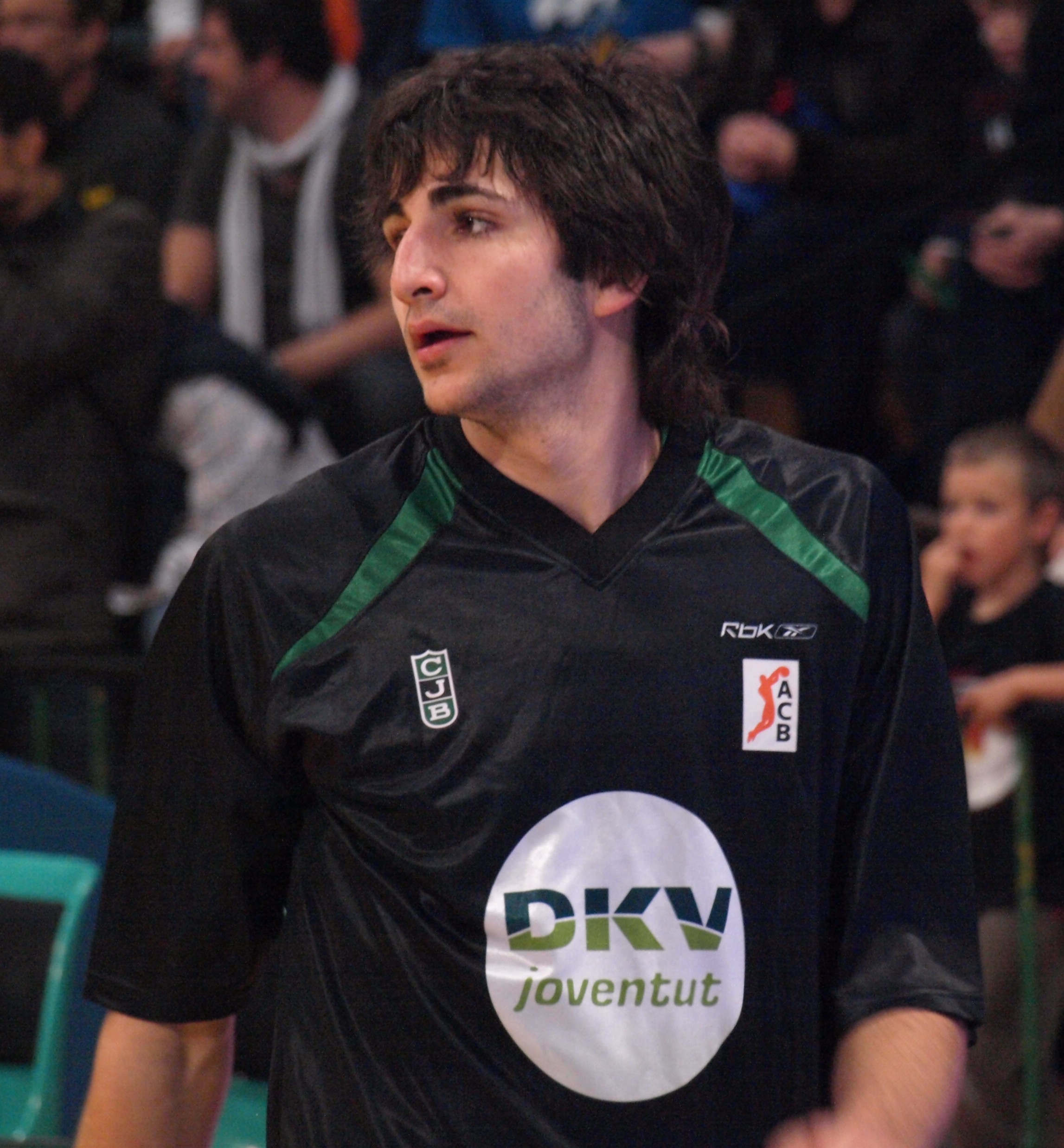
Rubio im Trikot von Joventut Badalona

Am 25. Juni 2009 wurde Rubio in der NBA-Draft 2009 an fünfter Stelle in der ersten Runde von den Minnesota Timberwolves ausgewählt. Aufgrund der hohen Ablöseforderung von Joventut de Badalona blieb er aber vorerst in Spanien und wechselte für die Rekordsumme von 3,7 Millionen Euro zum Ligakonkurrenten FC Barcelona. Bei den Blaugrana feierte er zahlreiche Erfolge. Bereits in seiner ersten Saison gelang der Titelgewinn im spanischen Supercup, im spanischen Pokal sowie in der EuroLeague, wo man sich im Endspiel gegen Olympiakos Piräus mit 86:68 durchsetzte. Rubio selbst erhielt die EuroLeague Rising Star Trophy für den besten Spieler unter 23 Jahren. In seiner zweiten Spielzeit in Barcelona konnte er zwar nicht an seine Leistungen der Vorjahre anschließen, mit seiner Mannschaft holte er jedoch in Spanien das Triple aus Supercup, Pokal und Meisterschaft. Am 17. Juni 2011 gab Rubio in einer Pressekonferenz bekannt, zu den Minnesota Timberwolves in die nordamerikanische NBA zu wechseln.

### NBA
Nachdem sich der Beginn des NBA-Spieljahres 2011/12 aufgrund des Lockouts bis in den Dezember 2011 verzögert hatte, etablierte sich Rubio sofort in der Liga und erhielt im Januar 2012 die Auszeichnung als Rookie des Monats der Western Conference. Am 9. März 2012 zog sich Rubio einen Kreuzbandriss im linken Knie zu. Damit fiel er für den Rest der NBA-Saison und auch für die Olympischen Spiele in London aus. Bei der Wahl zum NBA Rookie of the Year wurde Rubio hinter Kyrie Irving Zweiter.
Seine Rückkehr nach neunmonatiger Verletzungspause beging Rubio am 15. Dezember 2012 in einem Spiel gegen die Dallas Mavericks. Am 12. März 2013 gelang ihm mit 21 Punkten, 13 Rebounds und 12 Assists im Heimspiel gegen die San Antonio Spurs das erste Triple-Double seiner NBA-Zeit.

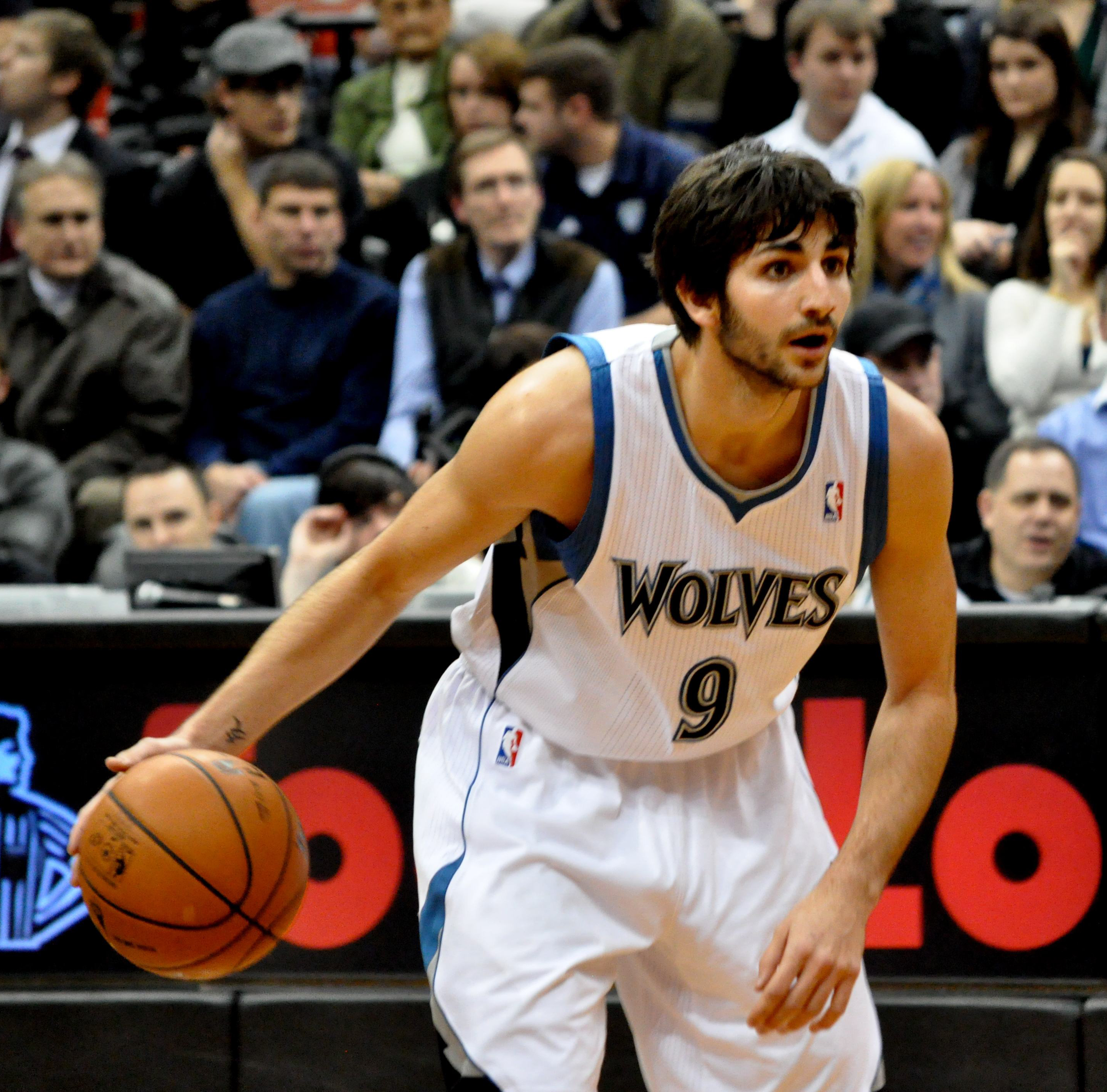
Rubio als Spieler der Minnesota Timberwolves (2011)

Am 19. Februar 2014 gelang ihm mit 17 Assists ein neuer persönlicher NBA-Bestwert. Einen Monat später, am 19. März 2014, verzeichnete Rubio mit 22 Punkten, 15 Assists und 10 Rebounds sein drittes Triple-Double in der NBA. Am 31. Oktober 2014 verlängerte Rubio seinen Vertrag in Minnesota um vier weitere Jahre. Wenige Tage später erlitt er eine Knöchelverletzung und fiel für mehrere Wochen aus. Er kehrte am 2. Februar 2015 zurück und absolvierte letztlich nur 22 Spiele in der Saison.
Im Spiel gegen die New York Knicks am 16. Dezember 2015 kam Rubio einem Quadruple-Double sehr nahe – er beendete das Spiel mit 9 Punkten, 10 Rebounds, 12 Assists und 8 Steals. Wenige Tage nach dem fünften Triple-Double seiner NBA-Karriere und einem neuen persönlichen und Mannschaftsbestwert von 19 Assists gegen die Washington Wizards gelang Rubio am 30. März 2017, beim 119:104-Sieg über die Los Angeles Lakers, mit 33 Punkten eine weitere persönliche Bestmarke seit seinem Wechsel in die NBA. Insgesamt erzielte der Spanier in der Saison 2016/17 im Durchschnitt 11,1 Punkte und 9,1 Assists je Begegnung. Rubio spielte sechs Jahre für die Minnesota Timberwolves. In 353 Hauptrundenspielen stand er in 333 in der Anfangsaufstellung. Er erzielte für Minnesota insgesamt Mittelwerte von 10,3 Punkte, 8,5 Assists, 4,2 Rebounds und 2,1 Steals je Begegnung. Die Playoff erreichte er mit Minnesota jedoch in dieser Zeit nicht.
Rubio wurde Ende Juni 2017 von den Minnesota Timberwolves zu den Utah Jazz transferiert. Im Gegenzug erhielt Minnesota ein Erstrundenauswahlrecht für das Draftverfahren. Am 4. Februar 2018 gelang Rubio beim 120:111-Sieg der Jazz über die San Antonio Spurs ein neuer persönlicher NBA-Höchstwert von 34 Punkten. Er schloss die Saison mit einem Mittelwert von 13,1 Punkten je Spiel ab. Einen höheren Saisondurchschnitt erreichte der Spanier in der NBA nicht. Er kam in seinem ersten Spieljahr in Utah ebenfalls auf eine Feldwurftrefferquote von 41,8 % und 35,2 % bei Dreipunktwürfen. Mit Utah erreichte Rubio zudem erstmals in seiner Karriere die NBA-Playoffs. In seinem dritten Playoffspiel gelang Rubio erstmals ein Triple-Double in den NBA-Playoffs. Beim 115:102-Sieg der Jazz gegen die Oklahoma City Thunder erzielte er 26 Punkte, 11 Rebounds und 10 Assists. Zuletzt hatte für Utah John Stockton 2001 ein Triple-Double in den Playoffs geschafft. Mit den Jazz erreichte Rubio die zweite Playoffrunde, die er jedoch aufgrund einer Oberschenkelverletzung verpasste. Nach einer weiteren Saison bei den Jazz als Stammspieler wurde Rubios Vertrag nach der Verpflichtung von Mike Conley Jr. nicht verlängert.
Vor der Saison 2019/20 wurde Rubio von den Phoenix Suns verpflichtet. Der Spanier erhielt einen Dreijahresvertrag, der mit 51 Millionen US-Dollar dotiert war. Trotz einiger namhafter Verpflichtungen verpassten die Suns jedoch 2020 die Rückkehr in die NBA-Playoffs. Im November 2020 wurde Rubio im Rahmen eines Spielertauschs von Phoenix an die Oklahoma City Thunder abgegeben. Im Gegenzug wechselte Chris Paul nach Phoenix. Rubio spielte jedoch nie für Oklahoma City, sondern kehrte wenige Tage später zu den Minnesota Timberwolves zurück. Im August 2021 gab Minnesota den Spanier an die Cleveland Cavaliers ab. Rubio erlitt im Dezember 2021 einen Kreuzbandriss im linken Knie. In 34 Einsätzen für Cleveland im Spieljahr 2021/22 erzielte er im Durchschnitt 13,1 Punkte. Diesen Wert hatte er bereits 2017/18 erreicht. Es war dies der beste Punktedurchschnitt des Spaniers in seiner NBA-Zeit. Im Januar 2023 kehrte er für Cleveland aufs Spielfeld zurück.
Anfang August 2023 gab Rubio bekannt, aus gesundheitlichen Gründen vorerst Abstand vom Leistungsbasketballsport zu nehmen. Der Spanier kehrte nicht in die NBA zurück, sondern vermeldete Anfang Januar 2024, nicht mehr in der nordamerikanischen Liga zu spielen. Er bestritt zwischen 2011 und 2023 insgesamt 712 NBA-Spiele.

### Rückkehr nach Spanien
Rubio nahm im Januar 2024 beim FC Barcelona das Training wieder auf und erhielt eine Spielberechtigung für die Mannschaft. Er wurde während der Saison 2023/24 in 15 Spielen der spanischen Liga ACB eingesetzt. Im Sommer 2025 kehrte Rubio zu Joventut de Badalona zurück.

### Nationalmannschaft
Bereits als Jugendlicher war Rubio mit den Nationalmannschaften seines Landes erfolgreich. 2005 erreichte er mit der U16 den dritten Platz bei der Europameisterschaft. Im Folgejahr gewann er ebenfalls mit der U16 den EM-Titel und wurde zum MVP des Turniers gewählt. 2007 nahm Rubio für Spanien an der U18-Europameisterschaft im eigenen Land teil, erreichte dort mit der Auswahl den fünften Platz und wurde ins „All Tournament Team“ berufen.
In die spanische A-Nationalmannschaft wurde Rubio erstmals als Teil des Olympiakaders 2008 berufen, er gab am 18. Juli jenes Jahres sein Debüt. Bei den Olympischen Spielen 2008 in Peking verlor er gemeinsam mit der spanischen Nationalmannschaft das Endspiel gegen die USA mit 107:118 (69:61). Durch seine gewonnene Silbermedaille wurde er der jüngste Medaillengewinner bei einem olympischen Basketballturnier. Bei der Europameisterschaft 2009 in Polen gewann er mit Spanien die Goldmedaille. Bei der WM 2010 war er ebenfalls Teil des Kaders, erreichte mit seinem Land jedoch nur den sechsten Endrang. 2011 wurde er mit Spanien zum zweiten Mal Europameister. 2019 gewann Rubio mit der spanischen Nationalmannschaft in China die Weltmeisterschaft. Rubio wurde als bester Spieler der WM ausgezeichnet.

## Titel und Erfolge
Verein
- EuroLeague (1): 2009/10
- ULEB Cup (1): 2007/08
- FIBA EuroCup (1): 2005/06
- Spanische Meisterschaft (1): 2010/11
- Spanischer Pokal (3): 2008, 2010, 2011
- Spanischer Supercup (2): 2009, 2010

Nationalmannschaft
- Basketball-Weltmeisterschaft 2019: Gold
- Basketball-Europameisterschaft 2011: Gold
- Basketball-Europameisterschaft 2009: Gold
- Olympische Sommerspiele 2008: Silber
- U16-Europameisterschaft 2006: Gold
- U16-Europameisterschaft 2005: Bronze

Ehrungen
- Teilnahme am NBA Rising Stars Challenge (2): 2012, 2013
- NBA All-Rookie First Team: 2012
- EuroLeague Rising Star Trophy: 2009/10
- Europas Basketballer des Jahres (Superbasket): 2008
- All-ACB Team (2): 2007/08 und 2009/10
- FIBA Europe Young Player Of The Year Award (3): 2007, 2008 und 2009
- Entdeckung der Saison der Liga ACB: 2006/07
- MVP der Basketball-Weltmeisterschaft 2019
- MVP der U16-Europameisterschaft 2006

## NBA-Statistik

### NBA

#### Hauptrunde
| Saison  | Team      | GP  | GS  | MPG  | FG % | 3P % | FT % | RPG | APG | SPG | BPG | PPG  |
| ------- | --------- | --- | --- | ---- | ---- | ---- | ---- | --- | --- | --- | --- | ---- |
| 2011–12 | Minnesota | 41  | 31  | 34.2 | .357 | .340 | .803 | 4.2 | 8.2 | 2.2 | 0.2 | 10.6 |
| 2012–13 | Minnesota | 57  | 47  | 29.7 | .360 | .293 | .799 | 4.0 | 7.3 | 2.4 | 0.1 | 10.7 |
| 2013–14 | Minnesota | 82  | 82  | 32.2 | .381 | .331 | .802 | 4.2 | 8.6 | 2.3 | 0.1 | 9.5  |
| 2014–15 | Minnesota | 22  | 22  | 31.5 | .356 | .255 | .803 | 5.7 | 8.8 | 1.7 | 0.0 | 10.3 |
| 2015–16 | Minnesota | 76  | 76  | 30.6 | .374 | .326 | .847 | 4.3 | 8.7 | 2.1 | 0.1 | 10.1 |
| 2016–17 | Minnesota | 75  | 75  | 32.9 | .402 | .306 | .891 | 4.3 | 9.1 | 1.7 | 0.1 | 11.1 |
| 2017–18 | Utah      | 77  | 77  | 29.3 | .418 | .352 | .866 | 4.6 | 5.3 | 1.6 | 0.1 | 13.1 |
| 2018–19 | Utah      | 68  | 67  | 27.9 | .404 | .311 | .855 | 3.6 | 6.1 | 1.3 | 0.1 | 12.7 |
| 2019–20 | Phoenix   | 57  | 57  | 31.6 | .412 | .351 | .853 | 4.6 | 8.9 | 1.5 | 0.2 | 13.1 |
| 2020–21 | Minnesota | 68  | 51  | 26.1 | .388 | .308 | .867 | 3.3 | 6.4 | 1.4 | 0.1 | 8.6  |
| 2021–22 | Cleveland | 34  | 8   | 28.5 | .363 | .339 | .854 | 4.1 | 6.6 | 1.4 | 0.2 | 13.1 |
| Gesamt  | Gesamt    | 665 | 601 | 30.3 | .389 | .326 | .843 | 4.2 | 7.6 | 1.8 | 0.1 | 11.1 |

#### Play-offs
| Saison  | Team   | GP | GS | MPG  | FG % | 3P % | FT % | RPG | APG | SPG | BPG | PPG  |
| ------- | ------ | -- | -- | ---- | ---- | ---- | ---- | --- | --- | --- | --- | ---- |
| 2017–18 | Utah   | 6  | 6  | 30.2 | .354 | .313 | .783 | 7.3 | 7.0 | 1.3 | 0.5 | 14.0 |
| 2018–19 | Utah   | 5  | 5  | 33.5 | .424 | .200 | .850 | 3.2 | 8.6 | 2.4 | 0.2 | 15.4 |
| Gesamt  | Gesamt | 11 | 11 | 31.7 | .386 | .269 | .814 | 5.5 | 7.7 | 1.8 | 0.4 | 14.6 |